# Valencin
Valencin ist eine französische Gemeinde mit 2.897 Einwohnern (Stand: 1. Januar 2022) im Département Isère in der Region Auvergne-Rhône-Alpes; sie gehört zum Arrondissement Vienne und zum Kanton La Verpillière. Die Bewohner werden Valencinois und Valencinoises genannt.

## Geografie
Valencin liegt 21 Kilometer südöstlich von Lyon. Umgeben wird Valencin von den Nachbargemeinden Saint-Pierre-de-Chandieu im Norden, Heyrieux im Osten und Nordosten, Diémoz im Osten und Südosten, Saint-Georges-d’Espéranche im Südosten, Saint-Just-Chaleyssin im Süden und Südwesten sowie Chaponnay im Westen.

## Bevölkerungsentwicklung
| Jahr                       | 1926 | 1946 | 1954 | 1962 | 1968 | 1975 | 1982 | 1990 | 1999 | 2006 | 2017 |
| -------------------------- | ---- | ---- | ---- | ---- | ---- | ---- | ---- | ---- | ---- | ---- | ---- |
| Einwohner                  | 599  | 549  | 575  | 602  | 575  | 721  | 972  | 1763 | 2073 | 2418 | 2799 |
| Quellen: Cassini und INSEE |      |      |      |      |      |      |      |      |      |      |      |

## Sehenswürdigkeiten
- Kirche Saint-Vincent, 1850 wiedererrichtet
- Ruine der Kapelle Saint-Hugues de Bellecombe, ehemalige Kommende des Johanniterordens und des Grand prieuré d'Auvergne

## Weblinks

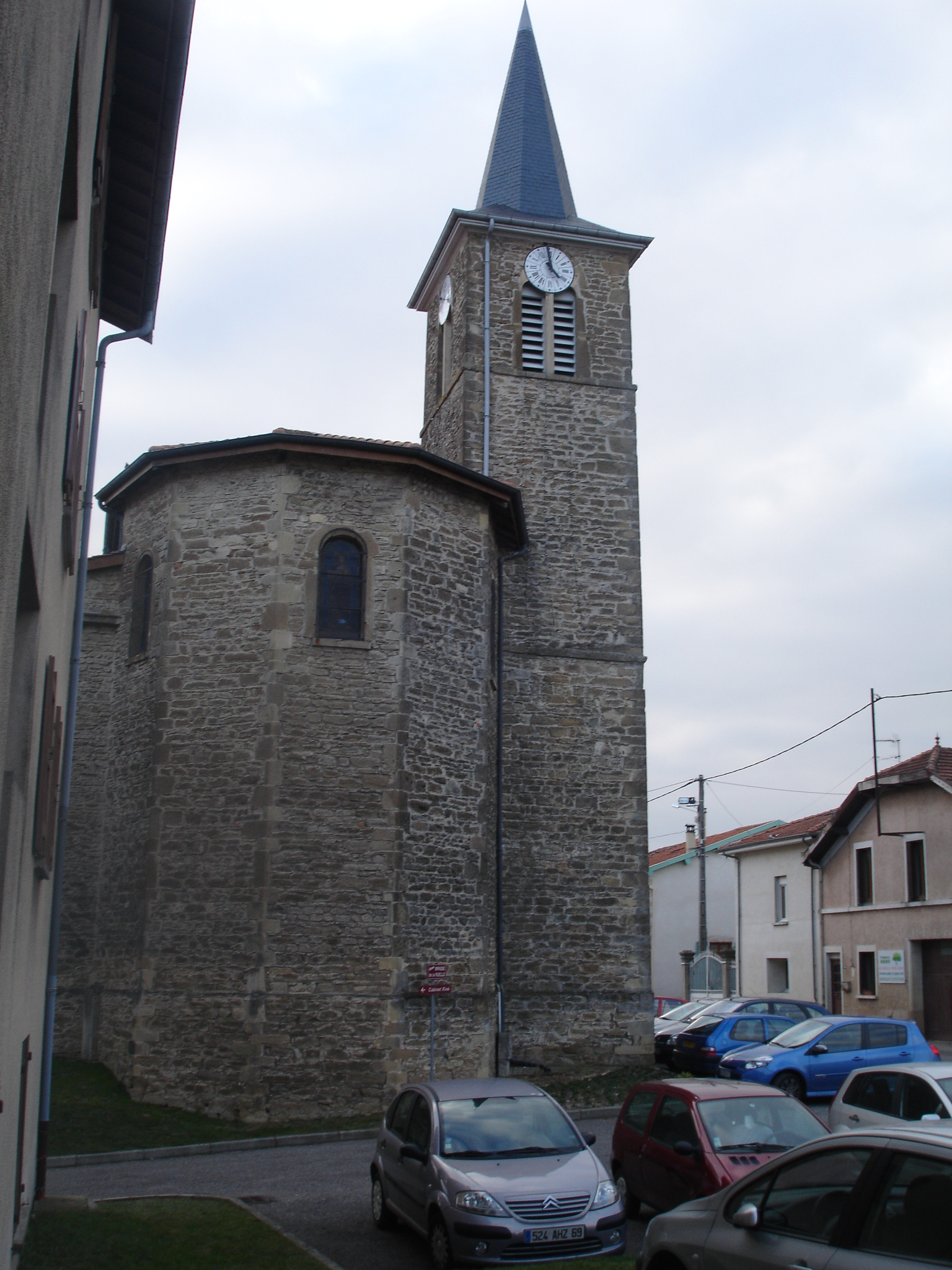
Kirche Saint-Vincent